# Holocentrinae
Poissons-écureuils
Pour les articles homonymes, voir Écureuil (homonymie).
Sous-famille
La sous-famille des Holocentrinae regroupe des poissons communément appelés poissons écureuil par les Anglais (squirrelfish) et poissons hussard par les Allemands (Husarenfische) mais indifféremment poissons écureuil ou poissons soldats par les Français.

## Liste des genres
Selon World Register of Marine Species (14 octobre 2014) :
- genre Faremusca
- genre Holocentrus Scopoli (ex Gronow), 1777
- genre Neoniphon Castelnau, 1875
- genre Sargocentron Fowler, 1904

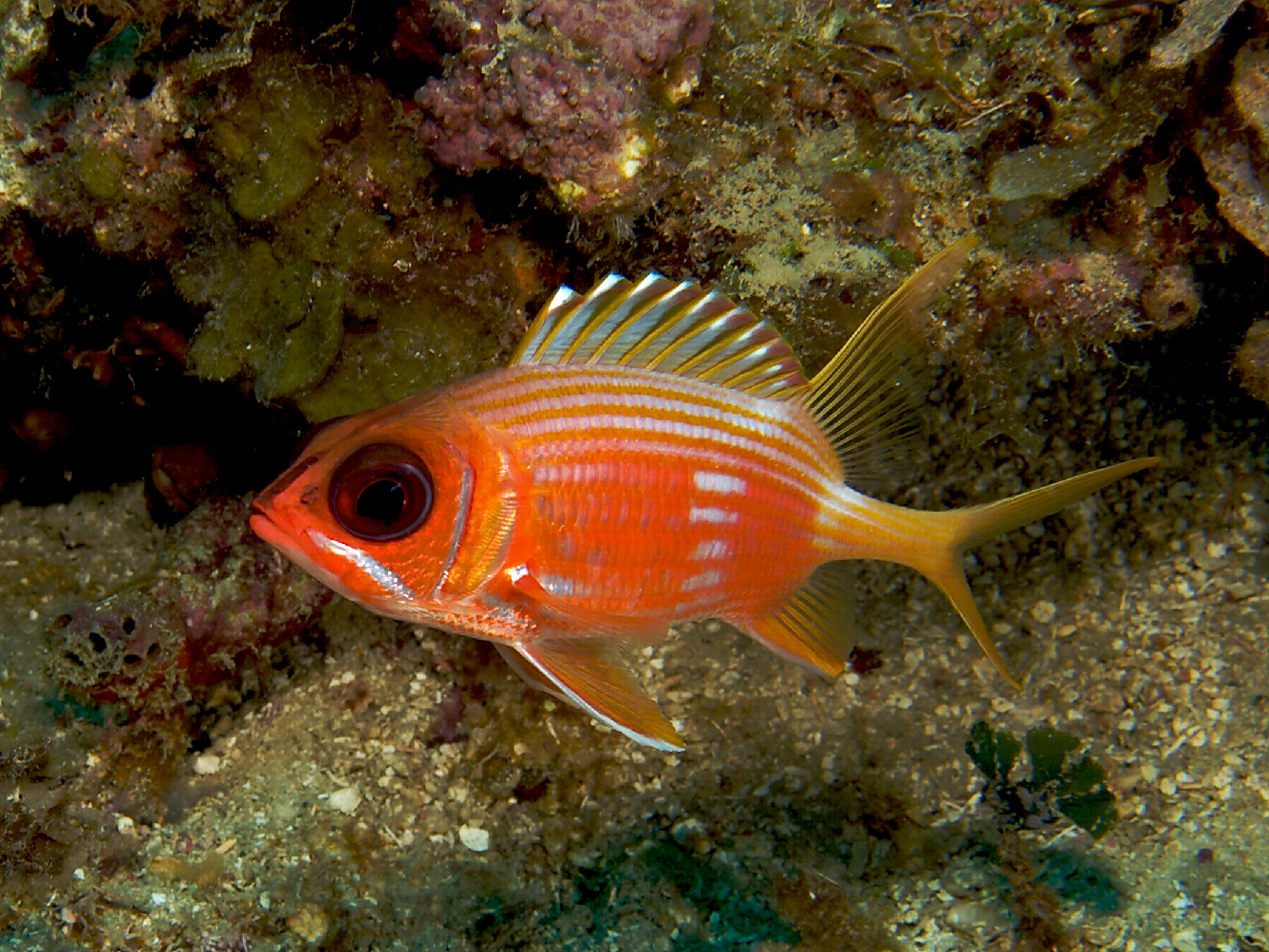
Marignon soldat (Holocentrus rufus)
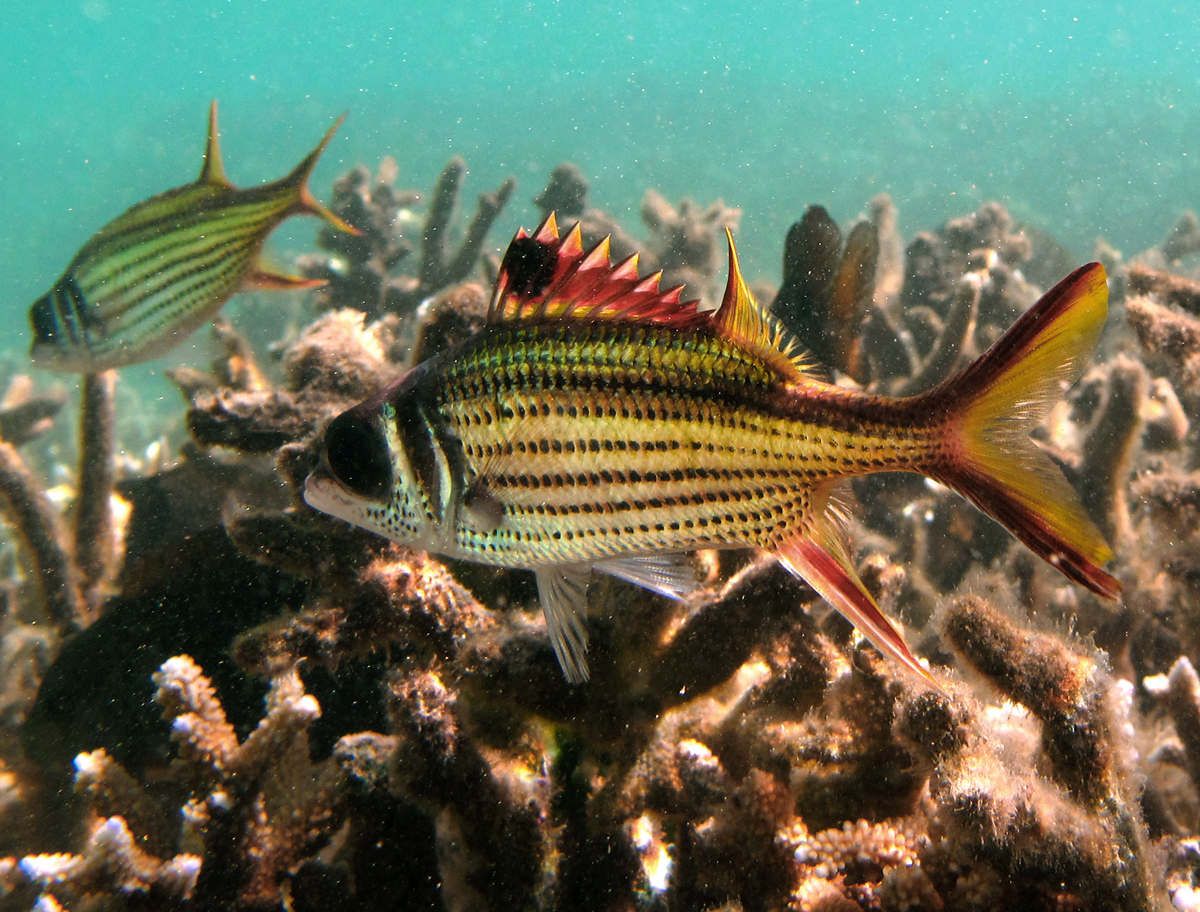
Poisson-écureuil tacheté (Neoniphon sammara)
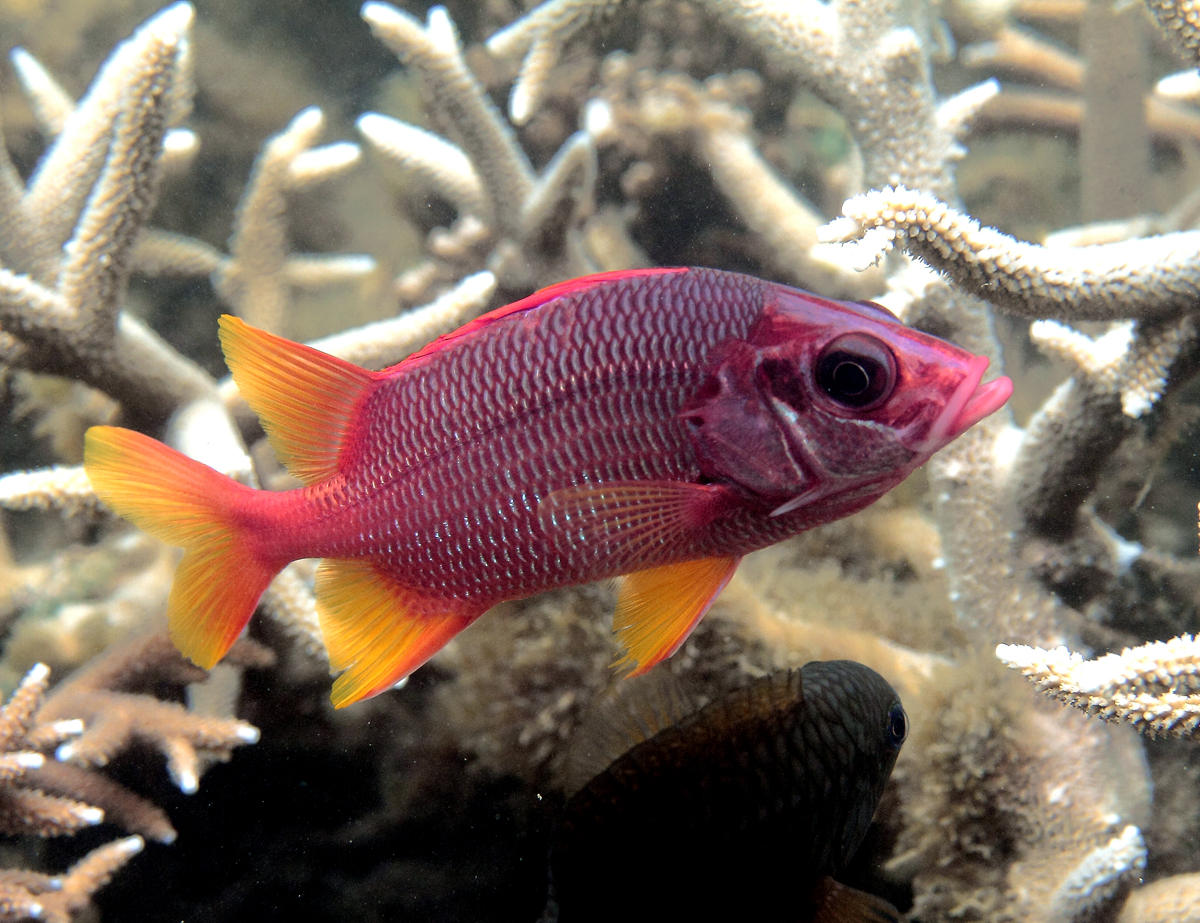
Poisson-écureuil géant (Sargocentron spiniferum)